# Episodi di Claws (quarta stagione)
La quarta e ultima stagione della serie televisiva Claws è stata trasmessa negli Stati Uniti su TNT dal 17 dicembre 2021 al 6 febbraio 2022.
In Italia la serie è stata resa disponibile interamente sulla piattaforma Infinity + a dicembre 2022.
| n° | Titolo originale          | Titolo italiano | Prima TV USA     | Pubblicazione Italia |
| -- | ------------------------- | --------------- | ---------------- | -------------------- |
| 1  | Chapter One: Betrayal     | Tradimento      | 17 dicembre 2021 | dicembre 2022        |
| 2  | Chapter Two: Vengenace    | Vendetta        | 19 dicembre 2021 | dicembre 2022        |
| 3  | Chapter Three: Ambition   | Ambizione       | 26 dicembre 2021 | dicembre 2022        |
| 4  | Chapter Four: Loyalty     | Lealtà          | 2 gennaio 2022   | dicembre 2022        |
| 5  | Chapter Five: Comeuppance | Giusto castigo  | 9 gennaio 2022   | dicembre 2022        |
| 6  | Chapter Six: Greed        | Avidità         | 16 gennaio 2022  | dicembre 2022        |
| 7  | Chapter Seven: Ascension  | Ascensione      | 23 gennaio 2022  | dicembre 2022        |
| 8  | Chapter Eight: Reckoning  | Resa dei conti  | 30 gennaio 2022  | dicembre 2022        |
| 9  | Chapter Nine: Wrath       | Furia           | 6 febbraio 2022  | dicembre 2022        |
| 10 | Chapter Ten: Mercy        | Misericordia    | 11 agosto 2019   | dicembre 2022        |